# Wojsławice (Kazimierza)
Pour les articles homonymes, voir Wojsławice.
Wojsławice est une localité polonaise de la gmina de Kazimierza Wielka, située dans le powiat de Kazimierza en voïvodie de Sainte-Croix.